# Aurora Estrada y Ayala
Aurora Estrada y Ayala (Puebloviejo, 17 de noviembre de 1901 - Guayaquil, 12 de marzo de 1967), fue una poeta, articulista, narradora, educadora y política ecuatoriana, es considerada una de las voces más sobresalientes de la lírica hispanoamericana del siglo XX.
Su poesía se enfocó en lo social, la lucha y el papel de la mujer en su entorno, entre sus obras más destacadas constan: Himno a la Provincia de Los Ríos, Himno al Colegio Aguirre Abad y Canto de las Trabajadoras. En 1928 obtuvo el Primer Premio en el concurso por "La Fiesta de la Raza" y en 1964 logró el reconocimiento La Lira Poética "María Piedad Castillo de Levi" de la Asociación de Periodistas "Guayaquil".

## Biografía

### Inicios y educación

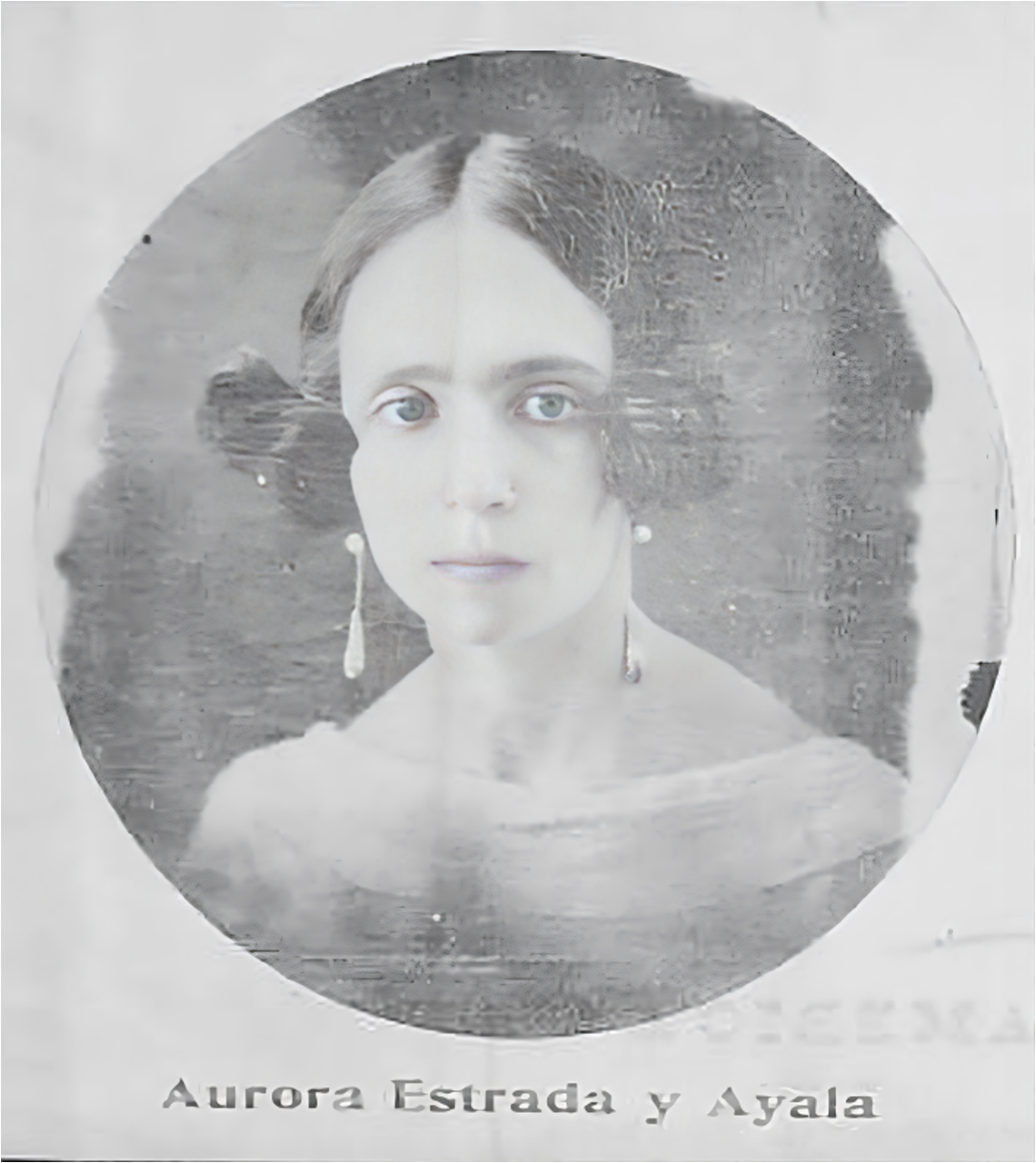
Aurora Estrada y Ayala en la Revista América

Aurora Estrada nació en la Parroquia San Juan,Cantón Puebloviejo, Provincia de Los Ríos el 17 de noviembre de 1901 fue hija de Rodolfo Estrada Ampuero y de Natalia Ayala. En 1919 cuando se suicidó Medardo Ángel Silva, todo Ecuador se interesó en su vida y los acontecimientos de los poetas de esa época. Aurora representaba una nueva generación de poesía que tenía valores y estética diferente a esta. Organizaba reuniones en su casa para leer poesía y criticar sus obras. Ahí fueron personas como Alfonso Rubén Irigoyen, Luis Albizuri, Joaquin Pino de Ycaza y Leopoldo Benites Vinueza, el menor. Juntos se llamaron "Los Hermes" y empezaron una revista homónima que solo duró tres números. Sería su comienzo. En 1922 fundó y dirigió la revista mensual de artes y letras "Proteo"; escribió para la revista "Orientación" de Buenos Aires, su vida política la realizó desde el Comité Central Femenino "Zoila Ugarte de Landívar" donde fue candidata a Diputada por la Provincia del Guayas.
Además publicó "Como el Incienso" un poemario de 78 páginas que muestra influencias de varias poetisas latinoamericanas como Delmira Agustini, Juana de Ibarbouru, Alfonsina Storni y Gabriela Mistral. Sus poemas destacados de este libro fueron “El hombre que pasa”, “el divino Cáliz”. “El poema de la casa en minas”. “El poema del árbol” y “Yo tengo un poeta pálido”. En 1928, obtuvo el primer lugar en el Concurso en homenaje a la Fiesta de la Raza, con su poema "España y el Ecuador", por lo que sería coronada ese 12 de octubre en la Universidad de Guayaquil, por parte de Modesto Chávez Franco. De esta manera se convirtió en redactora de honor del diario El Universo. Un año más tarde también tuvo éxito en los Juegos Florales que fueron auspiciados por la Federación Universitaria de Quito. Cuando escribía, usaba los seudónimos "Ida", "Paz", y "Elva". Ahí hizo un homenaje a la gran poetisa del siglo XIX Mercedes González de Moscoso.
Sin embargo sus éxitos literarios se verían contrastados con la expulsión de su esposo de la Universidad de Guayaquil por su activa militancia en la "Fracción Universitaria de Izquierda", considerada como una asociación comunista. Por esta razón debió marcharse a Quito para culminar su carrera de Derecho. Aurora dejó Guayaquil y empezó a estudiar en la Universidad Central. Fue además en 1932 vocal del Comité que conmemoraba el primer centenario del gran poeta metafísico del siglo XIX Numa Pompilio Llona.

### Poesía social
Fue durante estos años que se apartó del arielismo inicial de su carrera y empezó a involucrarse en la poesía social que iba tomando fuerza en Ecuador. Desde ahí empezó a formar la imagen que tendría como una poeta que fue comprometida y solidaria con el sufrimiento de la gente. En 1933 empezó a dar clases en el colegio Normal Manuela Cañizares, y un año más tarde, Joaquín Gallegos Lara le dedicó un estudio de su obra. En esta época formó parte del "Grupo América" y en su revista empezó a publicar varios poemas como “Epístola al amado”, “Clarinada”, “Los cauces eternos” y “La Carta”. También desarrolló sus capacidades como crítica con la obra de Hipátia Cárdenas de Bustamante, quien también compartía con ella los ideales feministas. En la revista "Base" de Gallegos Lara publicó su poema "Esperanza" y también publicó su ensayo famoso "Misión de los artistas nuevos" donde delineaba su nueva forma de pensar y su compromiso social.

### Participaciones internacionales y muerte

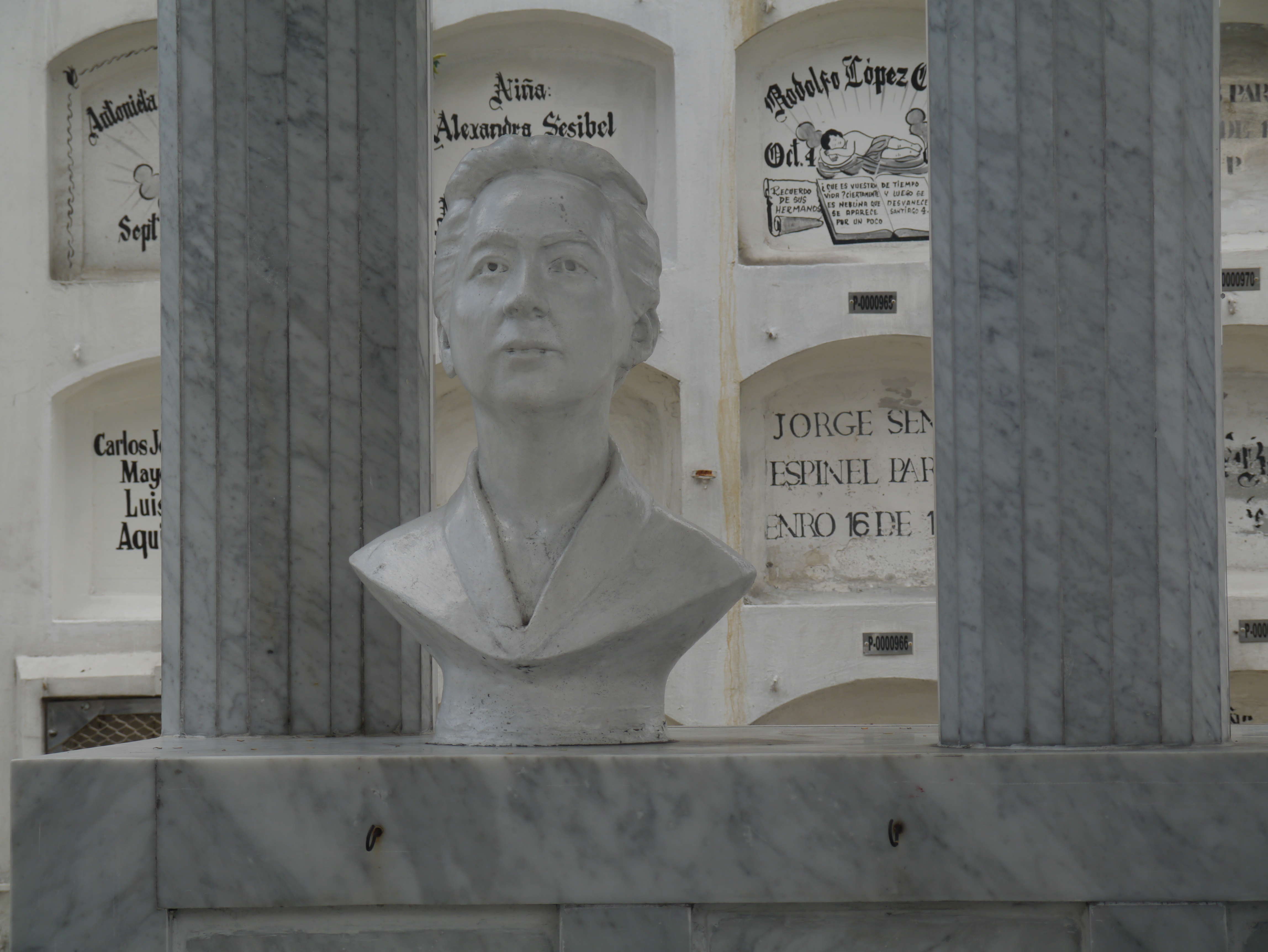
Busto de Aurora Estrada Ayala de Ramírez en Guayaquil

Permanecería en Quito desarrollando su carrera docente y literaria, así como cuidando de su familia, hasta 1952 cuando ingresó como profesora en la Universidad de Guayaquil. Ahí fundó la "Unión de Mujeres del Guayas" que tenía como objetivo defender los derechos de la mujer y los niños. A partir de aquí su carrera empieza a despegar internacionalmente, cuando dos años más tarde viajó a la primera Conferencia Latinoamericana de Mujeres en Río de Janeiro y fue electa Vicepresidenta. Al siguiente año asistió al Primer Congreso Mundial de Madres en Suiza. Continuaría su carrera política siendo candidata a diputada por la provincia del Guayas, sin embargo no logró ser elegida. También publicó un escrito titulado "La desolada poesía de David Ledesma Vásquez". Fue una de sus publicaciones de la última etapa de su vida puesto que fallecería a los 65 años de un derrame cerebral el 12 de marzo de 1967 en Guayaquil, acto que sería sentido no solo por sus allegados y la intelectualidad de Ecuador sino por el público en general, puesto que era una persona muy cercana a la gente común y dedicó parte de su obra a ellos. 

## Legado

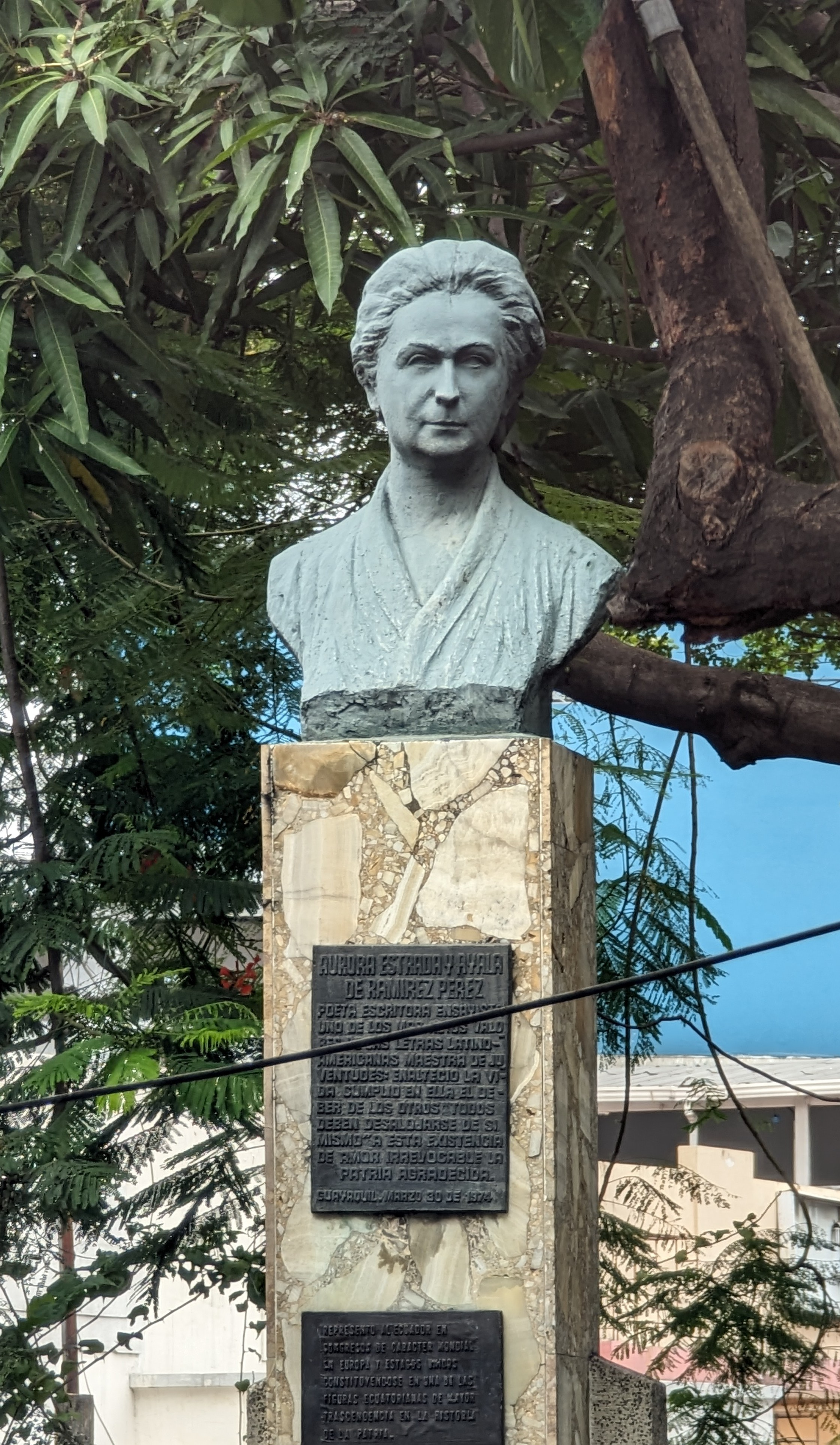
Busto en Guayaquil

Su carrera fue prolífica y una incasable viajera. Visitó Cuba, la URSS, Francia, Italia, Checoslovaquia, México, Guaremala, Argentina, Colombia y Chile. Participó además, en varios congresos internacionales. Cuando la Dictadura Militar la canceló del magisterio fue homenajeada por los intelectuales de Ecuador y se le entregó Lira Poérica María Piedad Castillo de Leví.
Publicó un discurso en la revista Cuadernos del Guayas, que le honraba su memoria junto al gran poeta César Dávila Andrade. Además ha recibido en Guayaquil varios homenajes. Llevan su nombre un Colegio, una Avenida, la Biblioteca de la Casa de la Culrura, Núcleo del Guayas y uno de los pasos a desnivel. Adicional a todo esto existe un busto situado en la rotonda de la calle Luis Urdaneta y Avenida del Ejército en esta misma ciudad que recuerda su legado. Fue enterrada en el Cementerio Municipal de Guayaquil, junto con otros importantes próceres. En Quito, también una de sus calles ha recibido su nombre. En Babahoyo, ciudad que es la capital de la provincia de Los Ríos, existe una escuela y un colegio con su nombre.
El importante escritor Hernán Rodríguez Castelo abogó por la edición de sus poemas ya que se encontraban dispersos por su publicación fragmentaria. La consideraba "La figura grande que nuestra lírica puede situar en el retablo de la poesía femenina de América en el Modernismo y Postmodernismo." Por su parte Benjamín Carrión diría de su obra:

Hay en la poesÍa de Aurora Estrada una honda preocupación por las fuerzas esenciales del hombre y de la especie. Y al mismo tiempo, una ternura cálida y fecunda, que le ha dado la mano y le ha enseñado los caminos de la RevoIución; a la que ha ido primeramente sentimental, femenina, materna, para luego enardecer el tono del canto proletario, y darle médula de lucha y sonar de batalla.
Benjamín Carrión - Homenaje a Aurora Estrada y Ayala

## Poemas
Aunque su obra estuvo dispersa en revistas y periódicos fue recopilada y reeditada. Entre los poemas que podemos destacar son:
- Cuando vuelvas sin mi
- Estroncio 90
- El poema de la Casa en Ruinas
- Canto a Guayaquil
- Fatum
- El Hombre que pasa
- Ananke
- Mi Ruego
- Lluvia

Siempre buscó poner su talento al servicio de los demás y escribió varios himnos para organizaciones sociales y provincias como serían:
- Himno de la provincia de Los Ríos
- Himno del Colegio Normal Manuela Cañizares de Quito
- Hinmo del Colegio 28 de Mayo
- Himno del Colegio Aguirre Abad de Guayaquil
- Himno de la Escuela Aurora Estrada de Babahoyo